# Brandérion
Brandérion (en bretó Branderion) és un municipi francès, situat a la regió de Bretanya, al departament d'Ar Mor-Bihan. L'any 2006 tenia 942 habitants.

## Demografia
| 1962                                       | 1968 | 1975 | 1982 | 1990  | 1999 |  |
| ------------------------------------------ | ---- | ---- | ---- | ----- | ---- |  |
| 583                                        | 551  | 574  | 947  | 1.028 | 953  |  |
| Des de 1962: població sense dobles comptes |      |      |      |       |      |  |

## Administració
| Període | Identitat           | Partit |
| ------- | ------------------- | ------ |
| 2001-   | Hubert de Lageneste |        |